# Irène Waldspurger
Irène Waldspurger é uma matemática francesa e pesquisadora do Centro de Pesquisa em Matemática de Decisão (CEREMADE), onde a sua pesquisa se concentra em algoritmos para resolver problemas de fase.
Waldspurger competiu pela França na Olimpíada Internacional de Matemática de 2006; ganhou uma medalha de bronze.
Em 2020, Waldspurger foi um dos palestrantes Peccot e vencedores do Prémio Peccot do College de France, e ganhou a Medalha de Bronze do CNRS.